# Конституционный референдум в Кыргызстане (1998)
Конституционный референдум в Кыргызстане прошёл 17 октября 1998 года. Основные вопросы, вынесенные на референдум: введение частной собственности на землю для граждан Кыргызстана; изменение распределения мест в парламенте — увеличение числа мест в Законодательном собрании с 35 до 60 и сокращение количества мест в Собрании народных представителей с 70 до 45; отмена права депутатов изменять национальный бюджет без утверждения правительством; увеличение свободы независимых СМИ Кыргызстана; ограничение правового иммунитета депутатов парламента.
Изменения поддержаны 95,4 % голосов и явкой 96,4 %.

## Результаты
| Выбор                    | Голоса    | %    |
| ------------------------ | --------- | ---- |
| За                       | 2 075 899 | 95,4 |
| Против                   | 100 592   | 4,6  |
| Недействительных голосов | 20 100    | -    |
| Всего                    | 2 196 591 | 100  |
| Источник: Nohlen         |           |      |